# Blockbuster (film, 2018)
Pour les articles homonymes, voir Blockbuster (homonymie).
Pour plus de détails, voir Fiche technique et Distribution.
Blockbuster est un film français réalisé par July Hygreck. Le film est sorti et diffusé le 24 janvier 2018 sur Netflix,.

## Synopsis
Jéremy est en couple avec Lola. Le jeune homme décide de filmer leur quotidien, et d'en faire un journal intime vidéo pour son père malade d'un cancer : grâce à ces vidéos qu'il regarde comme une série, ce dernier peut être témoin du bonheur de son fils. Mais quand la petite amie de Jérémy découvre qu'elle est le sujet d'une telle expérience, elle le quitte aussitôt. Lui, qui veut tout faire pour la réconquérir, va monter un plan : créer un faux gang de super héros qui kidnappe des vedettes. Une seule rançon : Lola.

## Fiche technique
- Titre original : Blockbuster[3],[4]
- Réalisation  : July Hygreck
- Scénario : July Hygreck et Tom Hygreck
- Assistants à la réalisation : Nicolas Saubost et Tigrane Avédikian
- Compositeur : Herman Dune et Audrey Ismael
- Superviseur musical: My Melody
- Monteur : Thomas Fernandez
- Assistante monteuse : Léa Lagréou
- Décorateur : Tony Egry
- Mixeur : Damien Lazzerini
- Son : Adrien Arnaud
- Ingénieur du son : Régis Boussin
- Assistant son : Grégoire Germain
- Assistants opérateurs : Prune Saunier-Dardant, Mathieu de Montgrand
- Photographie : Antoine Roch
- Scripte : Aurélie Maillol
- Costume : Aurore Pierre
- Maquillage : Tina Rovere
- Régisseur général : Ygal Egry
- Directeur de production : Fabrice Gilbert
- Producteurs : Angelo Laudisa et Virginie Lacombe
- Production : Rosebud Entertainment Pictures, Virginie Films
- Co-production : Madeleine Films[5]
- Distribution : Océan Films,
- Exportation : Other Angle Pictures
- Pays de production :  France
- Genre : comédie romantique
- Durée : 85 minutes
- Date de sortie : France : 24 janvier 2018
- Diffusion : Sur le site Netflix

## Distribution
- Charlotte Gabris : Lola
- Syrus Shahidi : Jérémy
- Tom Hygreck : Mathias
- Sylvain Quimene : Mickaël
- Foëd Amara : Sam
- Laura Boujenah : Sarah
- Lionel Abelanski : Simon
- Amaury de Crayencour : Valentin

Rôles secondaires :
- Michel Gondry : Lui-même
- Manu Katché:  Lui-même
- Youssoupha : Lui-même

Petits rôles : 
- Nathalie Levy-Lang : La maman de Lola
- Laurent Bateau : Le papa de Lola
- Thomas Maurion : Thomas
- Charles Templon : Charles
- Ivan Cori : Ivan
- Gary Gillet : Thibault

## Pré-production
- Le film est produit par des petites production Rosebud Entertainment Pictures et Virginie Films[6] vente à l'étranger par Other Angle Pictures,
- Rosebud Entertainment Pictures[4] est une société de production française basée à Paris fondée et dirigée par le producteur Angelo Laudisa. Elle a produit différents films et documentaires, parmi ce film qui est le premier long métrage de Netflix Original à paraître en France[1].
- Le film est considéré comme un film indépendant.

### Lieu de tournage
- Le tournage s'est déroulé à Paris . Le film est tourné en mode Found footage, (smartphones, caméra, selfies).

### Autour du film
- Avec ce long-métrage le groupe Netflix poursuit son investissement dans la production de contenus français[1]. Il est aussi le premier film français produit sur Netflix[7],[8].
- L’acteur Sylvain Quimène est plus connu sous le pseudo de Gunther Love, il incarne dans la troupe théâtrale Airnadette.
- Amaury de Crayencour est connu pour avoir joué dans Nos chers voisins sur TF1[9].

### Casting
- Michel Gondry, Youssoupha et Manu Katché jouent les rôles des victimes kidnappés par le faux gang super héros[10],[11].
- Lionel Abelanski rejoint le casting , il incarne Simon le père de Jérémy atteint d'un cancer[12].
- Charlotte Gabris et Syrus Shahidi interprètent les rôles principaux du film.

## Sortie
- La bande annonce est sorti le 18 janvier 2018, le film est diffusé dans 170 pays le 24 janvier 2018 sur le site Netflix[10],[13].

## Musique

### Musiques additionnelles
- Atmobss - Bastien Burger
- Smoke and Mirors et 122 : Patine
- Iron - David Delis

## Nominations
- Festival de Rome